# Estrutura eletrônica de bandas
Na física do estado sólido, a estrutura eletrônica de bandas, ou simplesmente estrutura de bandas, se refere à estrutura formada ao se explicitar a relação entre os momentos e energias permitidos e os momentos e energias não permitidos aos elétrons em uma amostra material, usualmente elétrons em um cristal. Há faixas "contínuas" de momentos e energias permitidos separadas por faixas contínuas de momentos e energias não permitidos aos elétrons confinados à amostra.
A relação precisa entre momento e energia para os elétrons na matéria condensada é descrita por uma relação de dispersão específica; que em cristais, por ser dependente da orientação, assume a forma tridimensional. Nela identifica-se com facilidade uma "estrutura em bandas" ao se explicitarem as faixas de momentos e energias permitidas em relação àquelas não permitidas aos elétrons.
A discretização da energia e também do momento surge naturalmente da equação de onda de Schrödinger, dadas certas condições de contorno. Por exemplo, quanto a elétrons confinados a um cristal, derivam-se da periodicidade imposta pelas posições dos íons na rede cristalina.

## Por que bandas ocorrem?
De forma simplificada, e que será exposta de maneira mais rigorosa matematicamente no exemplo do gás de elétrons, as bandas ocorrem pois cada átomo individual possui níveis quantizados de energia que podem ser ocupados por elétrons. De acordo com o princípio de exclusão de Pauli, dois elétrons em uma molécula não podem haver os mesmos números quânticos, ou seja, quando dois átomos idênticos se combinam, cada orbital atômico é dividido em dois orbitais atômicos para possibilitar o preenchimento dos mesmos pelos elétrons sem ocuparem o mesmo nível de energia.
Em um sólido cristalino, com {\displaystyle N} átomos próximos entre si, cada orbital atômico irá se dividir em {\displaystyle N} orbitais. Isso ocorre pois cada momento angular eletrônico irá aparecer combinado com cada momento angular dos outros elétrons uma só vez e, por conta do princípio de exclusão de Pauli, isso irá gerar uma quantidade {\displaystyle N} orbitais para cada orbital atômico previamente existente. Já que em um sólido cristalino real, {\displaystyle N} é um número muito elevado, as distâncias entre os orbitais que originaram de um mesmo subnível de energia tendem a zero, formando as chamadas bandas de energia: um intervalo "contínuo" de energia que pode ser ocupado pelos elétrons e ao mesmo tempo, resultando no surgimento dos espaçamento entre as bandas, intervalos que possuem níveis de energia proibida que os elétrons não podem ocupar.

## O exemplo do gás de elétrons numa rede cristalina

Distribuição de Fermi-Dirac para diferentes valores de temperatura. Em T=0 K, o valor máximo de energia obtido é a chamada energia de Fermi. Note que, nesta figura,. Tomamos para melhor ilustração. Para fazer o gráfico, foi utilizado o software Mathematica 12.

Nesta seção, será considerado um exemplo, a fim de apresentar conceitos importantes na teoria eletrônica de bandas, os quais incluem a quantização da energia, densidade de estados, número médio de ocupação, e energia e temperatura de Fermi. O gás de elétrons é um modelo simples para elétrons não interagentes em uma rede cristalina. Nesse modelo, consideramos um total de N elétrons, cada um com energia cinética {\displaystyle {p^{2}/2m}}, {\displaystyle m} massa do elétron e {\displaystyle p} o seu momento. Assim, a Hamiltoniana no espaço de posições é escrita
e a Equação de Schrödinger fica
Ao impor condições periódicas de contorno ({\displaystyle \Psi (\mathbf {r} _{1}+\mathbf {L} ,\mathbf {r} _{2},...,\mathbf {r} _{N})=\Psi (\mathbf {r} _{1},\mathbf {r} _{2},...,\mathbf {r} _{N})}), obtemos uma discretização dos pontos {\displaystyle k} do espaço recíproco, tais que {\displaystyle k^{2}=k_{x}^{2}+k_{y}^{2}+k_{z}^{2}=\left(n_{x}^{2}/L_{x}^{2}+n_{y}^{2}/L_{y}^{2}+n_{z}^{2}/L_{z}^{2}\right),\;n_{x},n_{y},n_{z}=0,1,2,3,...}, os quais implicam na discretização da energia, pois {\displaystyle E=\hbar ^{2}k^{2}/2m.}
A base utilizada é muito importante em diversos problemas de mecânica quântica, que é a base do número de ocupações de estados. Nessa perspectiva, denotamos cada estado do sistema por {\displaystyle \phi _{i}}, o qual está ocupado por um total de {\displaystyle n_{i}} partículas. Assim, uma possível configuração do sistema é denotada por {\displaystyle |n_{1},n_{2},...,n_{i},...,n_{N}\rangle }. Por último, antes de prosseguirmos, lembramos que elétrons são Férmions, ou seja, eles respeitam a condição de antissimetria da função de onda: {\displaystyle \Psi (\mathbf {r} _{1},\mathbf {r} _{2},...,\mathbf {r} _{N})=-\Psi (\mathbf {r} _{1},\mathbf {r} _{2},...,\mathbf {r} _{N})}. Disso, decorre uma característica chamada de Princípio de Exclusão de Pauli, o qual diz que férmions não podem ocupar o mesmo estado simultaneamente ({\displaystyle n_{i}\in \{0,1\}}). O gás de elétrons respeita o vínculo {\displaystyle \sum _{j=1}^{+\infty }n_{j}=N}, de forma que a energia total é dada pela soma sobre todas as energias de cada possível estado ({\displaystyle \epsilon _{j}}), ponderada pelo número de ocupação, {\displaystyle E\{n_{j}\}=\sum _{j=1}^{+\infty }n_{j}\epsilon _{j}}.
O desenvolvimento a partir daqui consiste em escrever a função de partição {\displaystyle Z(T,V,N)} do sistema, e notar que ela soma apenas sobre os estados que satisfazem o vínculo de N fixo. Por isso, a soma não pode ser efetuada. No entanto, pelo ensemble grande canônico, é possível efetuar a soma e obter a grande função de partição {\displaystyle \Xi (T,V,\mu )}. Após algumas contas, conseguimos escrever uma expressão para a média do j-ésimo número de ocupação, isto é, obter a chamada distribuição de Fermi-Dirac, mostrada abaixo.
em que {\displaystyle \beta =1/Tk_{B}} (veja Figura ao lado). Assim, podemos definir a função de Dirac, {\displaystyle f(E)=1/(1+\exp(\beta (\mu -E)))} . Com ela, podemos expressar o limite contínuo de muitos estados {\displaystyle n_{j}} como
em que {\displaystyle \rho (\epsilon )} denota a densidade de estados. Essa quantidade emerge da generalização do caso discreto para o caso contínuo de números de pontos {\displaystyle k}, dada pela relação abaixo, na qual contabilizamos também os estados possíveis decorrentes do spin {\displaystyle s=1/2} do elétron, que são no total {\displaystyle 2s+1} estados para cada valor de {\displaystyle \mathbf {k} }.
Essa integral pode ser reescrita em coordenadas esféricas, o que nos dá um termo diferencial de {\displaystyle dk(k\sin \theta d\phi )(kd\theta )}. Se a função a ser integrada só depende de {\displaystyle k}, então as integrais angulares nos dão um termo de {\displaystyle 4\pi }, e ganhamos um termo {\displaystyle k^{2}} na integral. No entanto, como notamos anteriormente, a relação entre {\displaystyle k} e a energia {\displaystyle \epsilon } é {\displaystyle k{{}^{2}}=2m\epsilon /\hbar {{}^{2}}}, logo, {\displaystyle dk={\sqrt {\frac {2m}{\epsilon }}}d\epsilon /2\hbar } . Portanto, a integral na energia fica apenas
Com isso, podemos calcular a energia do sistema, segundo definido anteriormente, 
Portanto, a média do número de ocupação, dada pela distribuição de Fermi-Dirac, define os valores de energia que serão contabilizados para a energia total, isto é, os estados de energia {\displaystyle \epsilon } ocupados. Com isso, podemos notar um limite muito interessante, que é aquele de {\displaystyle T\rightarrow 0}. Sob essa condição, a função de Fermi tende a uma função degrau (veja Figura ilustrativa acima). Por sua vez, esse degrau é 1 de 0 até um certo valor de energia e zero a partir dele. Logo, os níveis de energia ocupados em {\displaystyle T=0} estão limitados até esse valor de energia, o qual chamarmos de energia de Fermi, {\displaystyle \epsilon _{F}}. Podemos calcular esse último valor de energia ocupado a partir do vínculo {\displaystyle N=\sum _{j}n_{j}}, escrito no caso contínuo, apenas lembrando que {\displaystyle f(\epsilon )} torna-se uma função degrau que atua de zero até {\displaystyle \epsilon _{F}}, como feito abaixo.
Então, encontramos que a energia de Fermi (último valor de energia ocupado quando {\displaystyle T=0}) só depende do spin ({\displaystyle s=1/2} para o elétron), da massa e da densidade de partículas, {\displaystyle N/V}. Também definimos a chamada Temperatura de Fermi, {\displaystyle T_{F}}. Esse valor de temperatura fornece uma estimativa de validade da aproximação de gás de elétrons, de forma que para temperaturas maiores que {\displaystyle T_{F}}, interações entre os elétrons devem ser mais relevantes. Além disso, a ideia de ter uma energia máxima admitida pelo sistema nos leva a definir um vetor de Fermi no espaço de pontos {\displaystyle k}, {\displaystyle k_{F}={\sqrt {2m\epsilon _{F}}}/\hbar }. Esse vetor define uma superfície de valor constante de energia no espaço recíproco, superfície a qual é chamada de superfície de Fermi, quando o número de pontos {\displaystyle k} é quase contínuo.

## Estrutura de bandas para diferentes materiais
A estrutura das bandas eletrônicas de um dado material afeta diretamente em que grau se dará a condução elétrica no mesmo, ou seja, se o material, quando submetido a uma diferença de potencial se mostra um isolante, condutor, semicondutor ou isolante topológico.
Somente os elétrons com energia maiores que a energia de Fermi são considerados elétrons livres e participam ativamente no processo de condução elétrica, então é de se esperar que a energia de Fermi, juntamente com o espaçamento entre bandas, estejam diretamente ligados ao grau de condução eletrônica.

### Isolantes e semicondutores
Em materiais isolantes, há um grande espaçamento entre a banda de valência que se encontra preenchida com elétrons e as bandas com energias permitidas de condução na qual os elétrons podem se mover com maior facilidade, então, para que um elétron seja "promovido" de uma banda a outra, é preciso fornecer energia o suficiente para ele superar esse grande espaçamento, que geralmente é em torno de alguns eletron-volts. Isso resulta então em materiais pouco condutores ou isolantes que necessitam de muita energia para excitar os elétrons e promover a condução.
Já para os semicondutores, esse espaçamento entre as bandas com níveis proibidos de energia é menor, possibilitando que alguns elétrons sejam excitados para a banda de condução.
Existem dois tipos de espaçamento entre bandas, o direto e o indireto. Se o mínimo de energia da banda de condução e o máximo de energia da banda de valência tiverem o mesmo momento cristalino na zona de Brillouin, o espaçamento é do tipo direto e os elétrons podem ser excitados para a banda de condução sem a necessidade de ter seu momento alterado. Se o momento cristalino for distinto, o espaçamento é dito indireto e os elétrons não podem ser excitados sem que haja uma alteração em seu momento.

### Condutores
Materiais condutores, como os metais, podem apresentar dois tipos distintos de estrutura de bandas. O primeiro tipo é caracterizado por uma superposição entre a banda de condução e a banda de valência (com estados preenchidos e não preenchidos). O segundo tipo pode ser caracterizado por uma banda de valência com estados preenchidos e não preenchidos e um pequeno espaçamento entre a banda de valência e uma banda vazia superior. Ou seja, ambos os tipos de estrutura apresentam grande facilidade em excitar os elétrons para níveis superiores de energia onde eles podem se mover facilmente.

### Isolantes topológicos
Um isolante topológico é um material que, em seu interior, comporta-se como isolante, mas possui em sua superfície estados condutores, ou seja, os elétrons se movem ao longo de sua superfície. No bulk de um isolante com topologia não-interagente a estrutura de banda eletrônica é idêntica a de um isolante comum, com o nível de Fermi caindo entre as bandas de valência e bandas condutoras, como pode ser visto na figura seguinte:

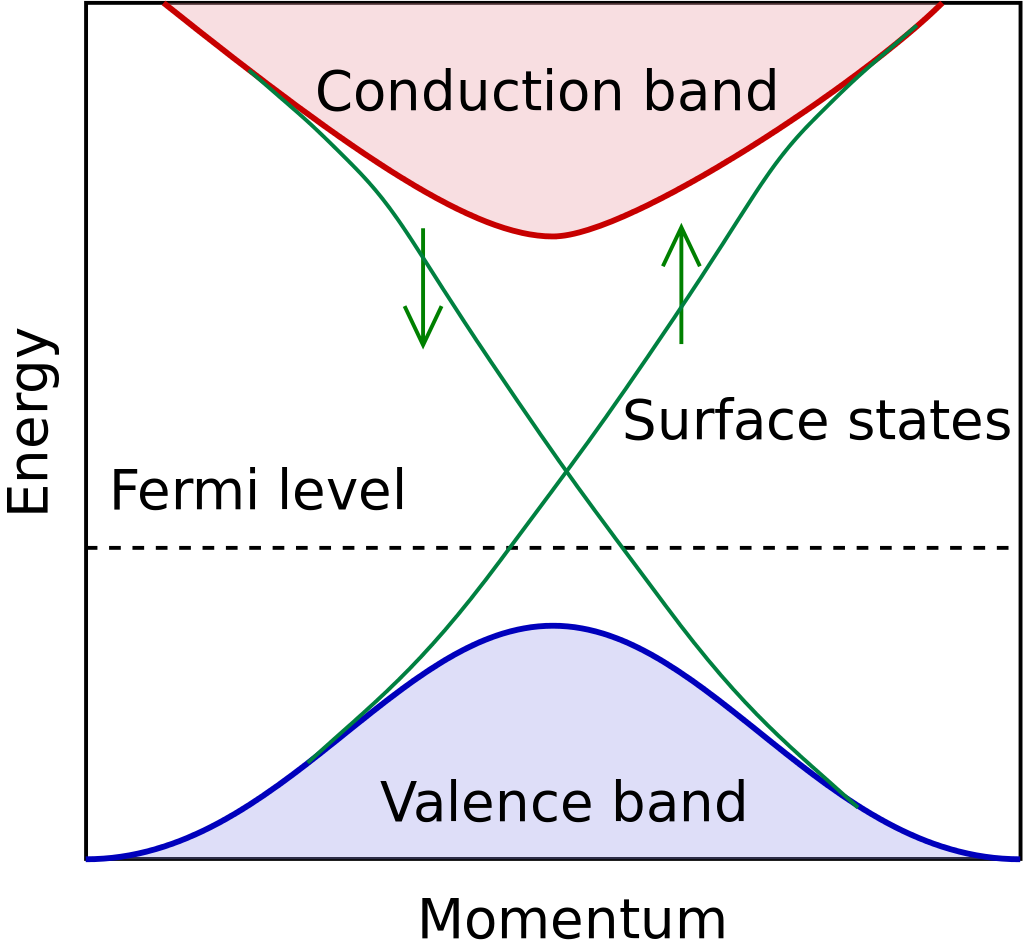
Estrutura de bandas idealizada para um isolante topológico.

Enquanto a simetria de reversão temporal for mantida a banda de condução do isolante topológicos não pode ser perturbada por pequenas alteração de carga com o estado de condução da superfície estando protegidos pela simetria. Na presença de campos magnéticos, a superfície passa a ter um estado isolante. Há cristais que na presença de campos magnéticos possuem um estado condutor e na ausência passam a ter um estado isolante na superfície, estes são chamados de isolantes topológicos magnéticos.

#### Efeito Hall quântico de spin
Quando argumentamos que a degenerescência do ponto de Dirac é protegida pela inversão e simetria de reversão temporal foi ignorado o spin do elétron. A órbita de spin permite um novo termo na equação 1 em que leva a um estado de isolante
{\displaystyle {\mathcal {H}}=-\imath \hbar v_{F}(\sigma ^{x}\tau ^{z}\partial _{x}+\sigma ^{y}\partial _{y})}
o grau de liberdade de rotação permite um novo termo de massa na forma
{\displaystyle \delta {\mathcal {H}}^{SO}=\lambda _{SO}\sigma ^{z}\tau ^{z}s^{z}}
Tomando separadamente, o Hamiltoniano para {\displaystyle s^{z}=\pm 1} spin viola a simetria de reversão temporal e são equivalentes ao modelo de Haldane para um único elétron, que dá a condutividade {\displaystyle \pm e^{2}/h}.

## Métodos de cálculo da estrutura eletrônica
Existem várias maneiras de se estudar o aparecimento de bandas de energia em um sólido:

### Método de elétrons quase livres
Considere um gás de elétrons  presos em uma caixa do tamanho do sólido que você esta interessado. Esta é uma ótima aproximação de um metal. Devido ao princípio de exclusão de Pauli e a efeitos de blindagem, os níveis de energia antes disponíveis, podem agora apresentar gaps pequenos. Esta é a  idéia básica para a se estudar a estrutura eletrônica de banda de elétrons quase livres.

### Método de Tight Binding
Considere os átomos que formam o seu sólido e a estrutura eletrônica dos elétrons nestes átomos. Imagine que os átomos de seu sólido estão muito separados, uma distância grande o suficiente para que os elétrons em órbita de uma átomo não percebam a presença de outros elétrons em outros átomos. Se agora, em teoria, você começar a diminuir a distância entre estes átomos em algum momento os elétrons começarão a interagir. Os elétrons mais exteriores com certeza serão muito mais afetados pela presença dos outros átomos que os elétrons nas camadas mais internas. Usando as estrutura eletrônica atômica original e esta interação é possível calcular-se as alterações causadas no níveis atômicos e observar o  aparecimento de bandas de elétrons e gaps de energia. Este é a ideias utilizada na teoria de tight binding (aproximação de primeiros vizinhos) para a estrutura eletrônica de bandas.
Outros métodos importantes são o {\displaystyle k\cdot p} (lê-se k escalar p), e métodos com Funções de Green.

### Teoria do Funcional da Densidade
Em princípio, os níveis de energia dos elétrons em um material que possui {\displaystyle N} elétrons interagentes entre si podem ser calculados resolvendo-se a equação de Schröedinger para o hamiltoniano,
isto é, obtendo-se os autovalores da energia para os autovetores da função de onda do sistema.
Como todos os elétrons interagem entre si e a função de onda do sistema depende de {\displaystyle 3N} variáveis espaciais, o esforço computacional para resolver a equação de Schröedinger se torna proibitivo até mesmo para pequenos valores de {\displaystyle N}, de forma que este método não se mostra viável para sistemas maiores.
O método da teoria do funcional da densidade (DFT) introduz uma abordagem diferente para calcular os níveis de energia dos elétrons: no lugar da função de onda, utiliza-se a densidade do sistema no estado fundamental, que depende apenas das 3 variáveis espaciais. Desta forma, a complexidade computacional do problema é reduzida drasticamente, viabilizando o cálculo dos níveis de energia eletrônicos do sistema.
Através do princípio variacional de Hohenbeg-Kohn, constrói-se um modelo para uma partícula efetiva, resultando em equações de Schröedinger chamadas de equações de Kohn-Sham, que são da forma
As soluções dessas equações fornecem as energias de Kohn-Sham; já a densidade do sistema no estado fundamental é obtida a partir do determinante de Slater para N orbitais de partículas únicas,
sujeitas a um potencial efetivo {\displaystyle v_{ef}[n](\mathbf {r} )}, que depende funcionalmente da densidade 
Desta forma, é possível comparar diretamente as estruturas de banda de Kohn-Sham obtidas com medidas experimentais das bandas de energia, verificando-se que as estruturas obtidas estão de acordo com as medidas experimentalmente diversos casos. Em particular, o método da teoria do funcional da densidade é capaz de capturar o formato da estrutura de bandas de diversos metais simples. No entanto, o método apresenta dificuldade em descrever as estruturas de bandas de materiais isolantes e semicondutores, uma vez que o espaço de valores inacessíveis (gap) entre as bandas é subestimado sistematicamente.